# هورتا فرستا
هورتا فرستا (باليونانية: χόρτα βραστά)‏ هو طبق يوناني تقليدي بسيط يتكون من أعشاب برية صالحة للأكل يتم جمعها وسلقها في الماء المغلي ثم تُترك لتبرد وتخلط بزيت الزيتون وعصير الليمون وتُقدم كسلطة.
في ثقافة المطبخ اليوناني هناك تقليد طويل الأمد لاستهلاك الأعشاب البرية، والتي تسمى في اللغة اليونانية 'الخضار'، ومن المعتاد في المناطق الريفية باليونان الخروج إلى الحقول لجمع الأعشاب البرية الصالحة للأكل.

## المكونات والتحضير
تتكون هذه السلطة من خليط من الأوراق الطازجة للنباتات الصالحة للأكل والتي تختلف حسب المنطقة أو موسم السنة أو مذاق كل عائلة، وعلي سبيل المثال النباتات الاتية:
- لسان الثور
- عشب الخنزير البري
- الفجل الأسود
- اللفت
- الشمر
- خردل الحقل
- الباذنجان
- هليون الرجل الفقير
- كاباريس سبينوزا
- الهندباء

بعد غليان الأوراق تصفي من الماء وتترك حتى تبرد، وتكون النتيجة هي طبق أخضر داكن يقدم بارداً ومتبل بزيت الزيتون وعصير الليمون، حيث يستمتع اليونانيون بهذا الطبق باعتباره طبق أول، أو كطبق جانبي للأطباق المحلية الأخرى.